# 増田武史
増田 武史（ますだ たけし、9月9日 - ）は、日本の作曲家、編曲家、作詞家、ギタリスト。スマイルカンパニー所属。eyelisのメンバー。

## 提供作品
eyelis
- 「Celebration」（作曲・編曲・サウンドプロデュース・ギター）
- 「OUTLAWS」（編曲・サウンドプロデュース・ヴォーカル・コーラス・ギター）
- 「絆にのせて」（作曲・編曲・サウンドプロデュース・ギター）
- 「消えない想い」（作詞・作曲・編曲）
- 「輝きの欠片」（編曲・サウンドプロデュース・ギター・ベース）
- 「One NEXUS」（作曲・編曲・サウンドプロデュース・ヴォーカル・コーラス・ギター・ベース）

井口裕香
- 「Fun Fanfare」（編曲・ギター）
- 「ピリオドのない雨」（作曲）

=LOVE
- 「いらない ツインテール」（編曲）
- 「Junkies」（作曲・編曲）

岩佐美咲
- 「恋するフォーチュンクッキー〈演歌バージョン〉」（編曲）
- 「待つわ」（編曲）
- 「時の流れに身をまかせ」（編曲）
- 「レット・イット・ゴー〜ありのままで〜 〈演歌バージョン〉」（編曲）

内田真礼
- 「+INTERSECT+」（編曲）

A応P
- 「世界を変えちゃうプロジェクト」（編曲）
- 「愛と勇気とフィロソフィー」（編曲）

AKB48グループ
- AKB48
  - 「抱きしめちゃいけない」（編曲）
  - 「アイスのくちづけ」（編曲）
  - 「涙のせいじゃない」（編曲）
  - 「ハート・エレキ」（編曲）
  - 「選んでレインボー」（編曲）
  - 「目を開けたままのファーストキス」 (編曲)
  - 「夜風の仕業」（編曲）
  - 「好き 好き 好き」（編曲）
  - 「悲しき近距離恋愛」（編曲）

- AKB48 チームサプライズ
  - 「涙に沈む太陽」（編曲）
  - 「幼稚園の先生」（編曲）

- SKE48
  - 「少女は真夏に何をする?」（編曲）
  - 「はにかみロリーポップ」（編曲）
  - 「それを青春と呼ぶ日」（編曲）
  - 「スルー・ザ・ナイト」（編曲）
  - 「カナリアシンドローム」（編曲）
  - 「待ち合わせたい」（編曲）

- SDN48
  - 「カムジャタン慕情」（編曲）

- NMB48
  - 「ヴァージニティー」（編曲）
  - 「冬将軍のリグレット」（編曲）
  - 「ひな壇では僕の魅力は生きないんだ」（編曲）
  - 「Radio name」（編曲）
  - 「ハートの独占権」（作曲・編曲）

- Not yet
  - 「ささやかな僕の抵抗」（編曲）

- 渡り廊下走り隊7
  - 「ビキニは似合わない」（編曲）
  - 「希望山脈」（編曲）

ELISA
- 「SMILE -You&Me-」（編曲・ギター）
- 「Story」（編曲）
- 「笑顔のままで」（編曲）

大木貢祐
- 「FRONTIER DRIVE」（編曲）

緒方恵美
- 「All Lovin’ You」（作曲・編曲）

岡本信彦
- 「つかめ輝きを」（編曲）
- 「未来スケッチ」（作曲・編曲）
- 「永遠時計」（作曲・編曲）
- 「ONE」（作曲・編曲）
- 「SHOW☆TIME」（共作詞・作曲・編曲）（作詞は春和文と共作）
- 「朧月」（編曲）
- 「風の詩」（編曲）

小野大輔
- 「熱烈ANSWER」（作曲・編曲）
- 「Shinin' Days」（共作詞・作曲・編曲）（作詞はこだまさおりと共作）
- 「Ride On Funky Night」（共作詞・作曲・編曲）（作詞はこだまさおりと共作）
- 「叱咤純愛1,chu,3!!」（作曲・編曲）
- 「Distance」（作曲・編曲）

河西智美
- 「まさか」（編曲）

加藤和樹
- 「to you」（編曲）

神谷浩史
- 「キズナ」（作曲・編曲）
- 「ハッピーアワー」（作曲・編曲）
- 「イイカンジ」（編曲）
- 「大吉中吉小吉」（編曲）
- 「未来の足跡」（作曲・編曲）
- 「贅沢な時間」（作曲・編曲）
- 「STYLE」（作曲・編曲）
- 「Hello my shadow」（作曲・編曲）

KAmiYU
- 「my Proud, my Play!」（編曲）

可憐Girl's
- 「Over The Future」（編曲）

川畑要
- 「ワインレッドの心」（編曲）

Cyua
- 「realize -夢の待つ場所- Green Wanna mix」（編曲）

郷ひろみ
- 「Come On Baby」（作曲）

寿美菜子
- 「metamorphose」（作曲・編曲）

CONNECT
- 「あまいぜ!」（作曲・編曲）
- 「シンデレラモラトリアム」（作曲・編曲）

ジャニーズ事務所関連
- A.B.C-Z
  - 「Crazy Accel」（編曲）
  - 「SPACE TRAVELERS」（編曲）

- NYC
  - 「青春キップ」（編曲）
  - 「がらすの・魔法・」（作曲・編曲）
  - 「雨音」（編曲）

- 近藤真彦
  - 「千年恋慕」（編曲）
  - 「男が目を閉じるとき」（編曲）

- SMAP
  - 「Dandy Darlin'」（作曲・編曲）

- 滝沢秀明
  - 「シャ・ラ・ラ」（作曲）

- 中山優馬
  - 「愛までがナイフ」（編曲）

- NEWS
  - 「Devil or Angel」（作曲）
  - 「太陽のナミダ」（編曲）
  - 「Lady Spider」（作曲・編曲）
  - 「暁 -AKATSUKI-」（作詞・作曲・編曲）

スフィア
- 「明日への帰り道」（編曲）

高垣彩陽
- 「TRUE COLORS」（編曲）

竹内まりや
- 「特別な恋人」（編曲・ギター）
- 「声だけ聞かせて」（編曲・ギター）
- 「夢の果てまで」（編曲・プログラミング・ベース・ギター）

田所あずさ
- 「DEAREST DROP」（編曲・ギター）

田原俊彦
- 「愛をMOTTO」（編曲・ギター）
- 「どうする?」（編曲・ギター）
- 「かっこつかないね」（編曲・ギター）
- 「夏いまさら一目惚れ」（編曲・ギター）

玉置成実
- 「MY WAY」（編曲）
- 「Double Story」（作曲・共編曲・ギター）（編曲はTomo.と共作）
- 「Be Positive (光の中で輝いて)」（作曲・共編曲）（編曲は中西亮輔と共作）
- 「Daybreak」（作曲・共編曲）（編曲は橋本茂昭と共作）

茅原実里
- 「Happy Kaleidoscope」（作曲・編曲）
- 「赤い棘のギルティ」（作曲・編曲・ギター）
- 「あなたの好きなわたしで」（編曲・ギター・コーラス）

東京女子流
- 「pain」（作曲）
- 「光るよ」（作曲）

TrySail
- 「ChiP log」（編曲・プログラミング）

Trignal
- 「恋のメリーゴーランド」（作曲・編曲）
- 「My pace, My road」（作曲・編曲）

浪川大輔
- 「恋花火」（編曲）

早見沙織
- 「夢の果てまで」（編曲・ギター・ベース）
- 「SIDE SEAT TRAVEL」（編曲・ギター・ベース）

バンドじゃないもん!
- 「ドリームタウン」（作曲・編曲）

平野綾
- 「Hysteric Barbie」（編曲）

藤澤ノリマサ
- 「赤い砂漠」（作曲・編曲）
- 「クリスマス・イブ」（編曲）
- 「Gloria -賛歌-」（編曲）
- 「プラネタリウム」（編曲・ストリングスアレンジ）

牧島有希
- 「予感」（編曲）

松田聖子
- 「特別な恋人」（編曲・ギター・アコースティックギター・エレクトリックシタール・コーラス）
- 「声だけ聞かせて」（編曲）

茉奈 佳奈
- 「恋のフーガ」（編曲）

美郷あき
- 「あかるい恋のうた」（編曲）
- 「美しい地球を知る者よ」（作曲・編曲）

みつき
- 「夏のモンタージュ」（編曲）
- 「元気を出して」（編曲）
- 「線香花火」（編曲）

栗林みな実
- 「White Star」（編曲）
- 「氷の結晶」（編曲）

三森すずこ
- 「ユニバーページ」（編曲・プログラミング・ストリングスアレンジ・サウンドプロデュース・ギター）
- 「Traveling Kit」（編曲）

結城アイラ
- 「Honest Times」（作曲・編曲）

吉木りさ
- 「色文」（編曲）

Love
- 「終わらないメッセージ」（作曲・編曲）

渡辺麻友
- 「恋は心配性」（編曲）

### アニメ・ゲームソング
IDOLY PRIDE
- 「voyage」（作曲・編曲）

アイドルマスターシリーズ
- アイドルマスター ミリオンライブ!
  - 「ジレるハートに火をつけて」（作曲・編曲）
  - 「Snow White」（編曲）
- アイドルマスター SideM
  - 「勇敢なるキミへ」（作曲・編曲）
  - 「À La Carte FREEDOM♪」（編曲）
  - 「情熱...FIGHTER」（作曲・編曲）
  - 「漢一貫ロックン・ロール」（作曲・編曲）

神のみぞ知るセカイ
- 「アイノヨカン from Kusunoki」（編曲・ギター）
- 「It's All Right」（編曲・ギター）
- 「My Color」（編曲・ギター）
- 「With…you…」（編曲）
- 「バレバレ・バレンタイン」（編曲・ギター）
- 「LOVE KANON」（編曲・ギター）
- 「ダーリンベイビ」（編曲・ギター・コーラス）
- 「秋色片想い」（編曲）
- 「瞳からスノー」（編曲）
- 「輪舞-revolution」（編曲）
- 「Dearest」（編曲）
- 「空へ…」（編曲）

ガールズ&パンツァー
- 「GO! Ⅳ! IT!」（作曲・編曲）
- 「超重戦車級王者マウス」（作曲・編曲）
- 「鉄人戦車T28!」（作曲・編曲）
- 「万能戦車センチュリオン」（作曲・編曲）
- 「ティーガー・フィーバー!」（作曲・編曲）
- 「великая Катюша 〜偉大なるカチューシャ」（作曲・編曲）

金色のコルダ
- 「DESTINATION」（作曲・編曲）
- 「AQUA BLUE」（作曲・編曲）
- 「AIRSTREAM」（編曲）
- 「Fairy Humming」（編曲）
- 「ELEVEN -フィールドの熱い風-」（編曲）
- 「TEAR」（作曲・編曲）
- 「BLUE SKY BLUE」（作曲・編曲）
- 「SKYWALKER」（作曲・編曲）
- 「Re:CANTATA」（作曲・編曲）
- 「ずっとオレのそばで」（作曲・編曲）
- 「TE AMO! TE AMO! byハイパー☆ラッキーマン」（作曲・編曲）
- 「MAKE U MINE」（作曲・編曲）
- 「恋い蛍」（作曲・編曲）
- 「LUMINANCE」（作曲・編曲）
- 「FEMME FATALE」（作曲・編曲）
- 「ROMANCE」（作曲・編曲）

黒子のバスケ
- 「栄光までのラン&ガン」（作曲・編曲）
- 「シャララ☆Goes On」（作曲・編曲）
- 「曰く蟹座の吉日に」（作曲・編曲）
- 「話をしよう」（作曲・編曲）
- 「たったひとつの日々」（作曲・編曲）
- 「SHOUT!!!」（作曲・編曲）
- 「とある信者の果敢な毎日」（作曲・編曲）
- 「DO THE BEST」（作曲・編曲）
- 「Let me burn!! feat. 黄瀬涼太」（作曲・編曲）
- 「誠凛One-One騒動記」（作曲・編曲）
- 「RIVAL&BROTHER」（作曲・編曲）
- 「FINAL EMPEROR」（作曲・編曲）

最弱無敗の神装機竜
- 「NEVER LOCK AGAIN」（編曲）

スタミュ
- 「天下の花」（編曲）
- 「RADIANT MIND」（編曲）

世界一初恋
- 「衝動アラーム」（作曲・編曲）

絶園のテンペスト
- 「ポジティカ」（作曲・編曲）

絶対可憐チルドレン
- 「Break+Your+Destiny」（編曲）
- 「ADVENT」（編曲）
- 「UNLIMITED 〜∞〜」（作曲・編曲）
- 「Wishing」（共作詞・作曲・編曲）（作詞は春和文と共作）

テニスの王子様シリーズ
- 新テニスの王子様
  - 「YELL」（作曲・編曲）

ときめきレストラン☆☆☆
- 「Your sight,my delight」（作曲・編曲）
- 「君に似合う翼」（作曲・編曲）

長門有希ちゃんの消失
- 「恋はミらいからクル?」（作曲・編曲）
- 「LOVE EDITION」（編曲）

ニセコイ
- 「本命アンサー」（編曲）
- 「オーダー×オーダー」（編曲）
- 「大切の作り方」（編曲）
- 「またどーらぶ」（編曲）

バトルスピリッツ ダブルドライブ
- 「FRONTIER DRIVE」（編曲）
- 「FRIEND WIND」（編曲）

ハヤテのごとく!
- 「本日、満開ワタシ色!」（編曲・ギター）

はんだくん
- 「誉 〜homare〜」（作曲・編曲）

Free!
- 「サマーハイテンション☆」（作曲・編曲）
- 「GO ALL OUT!!」（作曲・編曲）

無彩限のファントム・ワールド
- 「KUMARCH×KUMARCH」（編曲）

モブサイコ100
- 「超能力者にありがとう」（作曲・編曲・サウンドプロデュース・コーラス・ギター・ベース）

夢色キャスト
- 「桜よ薫れ愛薫れ」（作曲・編曲）
- 「SECOND INNOCENCE」（作曲・編曲）
- 「ハダカノココロ」（作曲・編曲）
- 「月光ロード」（作曲・編曲）

- 「誰もが明日に出会うのなら」（編曲）
- 「Sand Mirage」（作曲・編曲）
- 「陽は昇る誰の為にか」（作曲・編曲）

ラブライブ!
- 「だってだって噫無情」（編曲）
- 「孤独なHeaven」（編曲）
- 「硝子の花園」（編曲）
- 「Storm in Lover」（作曲・編曲）
- 「秋のあなたの空遠く」（作曲・編曲）
- 「MUSEUMでどうしたい?」（作曲・編曲）

ラブライブ! サンシャイン!!
- 「i-n-g, I TRY!!」（作曲・編曲）
- 「Dance with Minotaurus」（作曲・編曲）
- 「あこがれランララン」（編曲）

## レコーディング参加
eyelis
- 「CAN'T TAKE MY EYES OFF YOU」（ギター）
- 「ヒカリノキセキ」（ギター）
- 「未来への扉」（ギター）
- 「空の涯て」（ヴォーカル・コーラス・ギター）
- 「ナチュラリズム」（ヴォーカル・コーラス・ギター）

ANNA
- 「SCAR」（ギター）

ELISA
- 「HIKARI」（アコースティック・ギター）
- 「Wonder Wind」（ギター）
- 「Dear My Friend -まだ見ぬ未来へ-」（ギター・ベース）
- 「SCARLET WINGS」（ギター）
- 「Secret Labyrinth」（アコースティック・ギター）
- 「Heaven's Sky」（アコースティック・ギター）

岡本信彦
- 「サクラメント」（コーラス）
- 「Knight's Courage」（コーラス）
- 「きっと きっと」（コーラス）

藤澤ノリマサ
- 「愛の奇跡」（ギター）

真野恵里菜
- 「世界は サマー・パーティ」（ギター）

### アニメ・ゲームソング
神のみぞ知るセカイ
- 「God only knows」（ギター）
- 「集積回路の夢旅人」（ギター）
- 「God only knows -Secrets of the Goddess-」（コーラス）
- 「らぶこーる」（アコースティック・ギター）
- 「口笛ジェット」（アコースティック・ギター）

戦国無双
- 「仰ぎて天に愧じず」（ギター）